# Ольстерські добровольчі сили
Ольстерські добровольчі сили (англ. Ulster Volunteer Force, UVF) — протестантська парамілітарна організація, утворена 1966 року для боротьби проти ІРА та утримання Північної Ірландії у складі Великої Британії. 2005 року організацію було визнано терористичною. За 40 років діяльності організації приписують 540 убивств.
1974 року UVF здійснили серію вибухів на вулицях Дубліна та Монахана, жертвами яких стали 32 особи. 29 червня 2009 року UVF заявила про завершення своєї боротьби.